# أخبار اليوم (جريدة جزائرية)
أخبار اليوم يومية إخبارية وطنية جزائرية.

## وصلات خارجية
- الموقع الرسمي لجريدة أخبار اليوم.